# Raroia
Raroia eller   Raro-nuku er atol i Fransk Polynesien 740 km nordøst for Tahiti og 6 km sydvest for Takume. Administrativt er det en del af den franske kommune Makemo.
16°01′S 142°26′V / 16.02°S 142.43°V